# Гигантское кольцо гамма-всплесков
Гигантское кольцо гамма-всплесков — кольцо из 9 гамма-всплесков, которое может быть связано с одной из крупнейших структур во вселенной. Оно было обнаружено в июле 2015 года
группой венгерских и американских астрономов под руководством Л. Г. Балажа при анализе данных различных гамма- и рентгеновских телескопов, в частности с космического аппарата Swift.
Кольцо гамма-всплесков находится на расстоянии около 2.8 гигапарсек (9,1 миллиардов световых лет) от земли с красным смещением от 0,78 до 0,86 и имеет диаметр около 1,72 гигапарсек (5.6 миллиардов световых лет), что делает его одной из крупнейших известных структур во вселенной.
Как правило, распределение гамма-всплесков во вселенной в наборе с менее чем 2σ-распределением или с менее чем двумя гамма-всплесками в средних данных системы точки-радиуса. Таким образом, такая концентрация представляется крайне маловероятной с учётом принятых теоретических моделей. Предложения включают в себя существование гигантской сверхгалактической структуры. Это была бы чрезвычайно огромная структура вселенной, со средним размером около 5.6 миллиардов световых лет. Такое сверхскопление может объяснить значительное распределение гамма-всплесков из-за его связи со звездообразованием. Если такая структура существует, она была бы одной из крупнейших структур наблюдаемой вселенной.

## Открытие
В начале июля 2015 года, после открытия великой стены Геркулес-Северная Корона, группа учёных, среди которых — И.Хорват, Дж. Хаккила и З.Баголи, провели подробный анализ распределения гамма-всплесков во Вселенной. По данным, полученным в течение 15 лет космическим аппаратом Swift и наземными телескопами, они оценили, можно ли увидеть ещё какие-либо структуры с использованием метода корреляции гамма-всплесков. Они заметили значительное скопление гамма-всплесков с красным смещением 0,78 — 0,86, при этом 9 гамма-всплесков сконцентрированы в этом регионе 43 на 30 градусов неба. В дальнейшем они обнаружили, что в области действительно повышена концентрация гамма-всплесков, что указывет на массивную галактическую структуру в непосредственной близости.

## Характеристики
Расстояние до структуры составляет около 9,1 миллиардов световых лет от земли, а размеры — около 5,6 миллиардов световых лет в поперечнике.